# Międzynarodowy halowy mityng skoku wzwyż "Opoczno"
Międzynarodowy halowy mityng skoku wzwyż "Opoczno" – halowe zawody lekkoatletyczne organizowane w latach 1994–2001 w Spale. Impreza rokrocznie gromadziła światową czołówkę lekkoatletyczną. Główną konkurencja zawodów był skok wzwyż kobiet i mężczyzn. Oprócz tego organizowano także dodatkowe konkurencje biegowe. Wśród zawodników, którzy pojawiali się podczas zawodów była m.in. Merlene Ottey czy Serhij Bubka. Sponsorem tytularnym mityngu była firma "Opoczno" z Opoczna. Od 2000 impreza nosiła imię Marka Muszyńskiego. Zawody były transmitowane w TVP.

## Zwycięzcy konkursu skoku wzwyż

### Kobiety
| Rok  | Kobiety            | Państwo  | Rezultat (m) |
| ---- | ------------------ | -------- | ------------ |
| 1994 | Silvia Costa       | Kuba     | 1,94         |
| 1995 | Hanne Haugland     | Norwegia | 2,00         |
| 1996 | Stefka Kostadinowa | Bułgaria | 2,01         |
| 1997 | Stefka Kostadinowa | Bułgaria | 1,98         |
| 1998 | Jelena Jelesina    | Rosja    | 1,96         |
| 1999 | Monica Iagăr       | Rumunia  | 2,00         |
| 2000 | Kajsa Bergqvist    | Szwecja  | 1,94         |
| 2001 | Inha Babakowa      | Ukraina  | 1,98         |

### Mężczyźni
| Rok  | Mężczyźni        | Państwo           | Rezultat (m) |
| ---- | ---------------- | ----------------- | ------------ |
| 1994 | Javier Sotomayor | Kuba              | 2,34         |
| 1995 | Javier Sotomayor | Kuba              | 2,36         |
| 1996 | Artur Partyka    | Polska            | 2,36         |
| 1997 | Charles Austin   | Stany Zjednoczone | 2,32         |
| 1998 | Artur Partyka    | Polska            | 2,32         |
| 1999 | Javier Sotomayor | Kuba              | 2,27         |
| 2000 | Artur Partyka    | Polska            | 2,37         |
| 2001 | Stefan Holm      | Szwecja           | 2,30         |